# Canon sans recul B-11

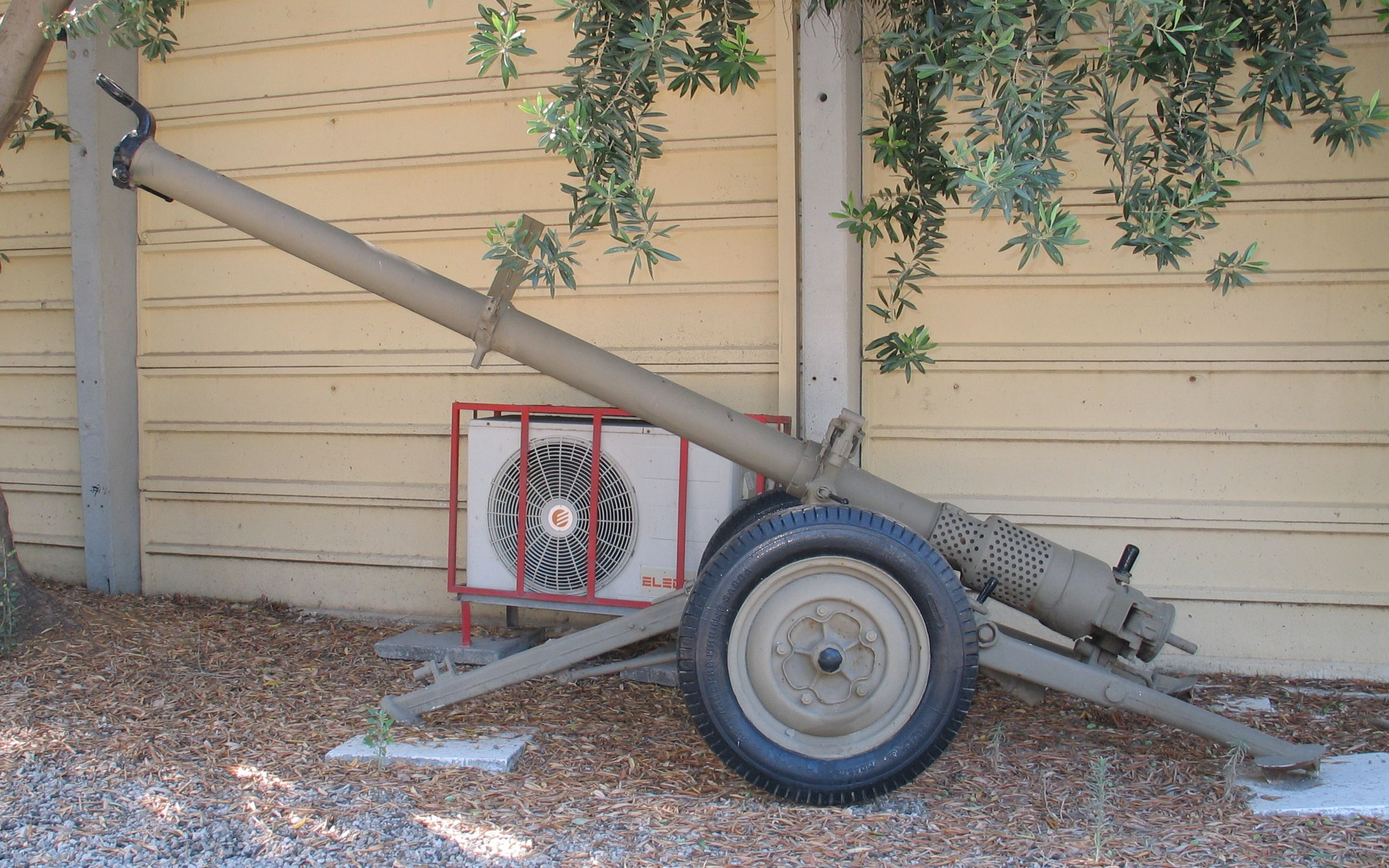
Canon sans recul B-11 au musée Batey ha-Osef en Israël.

Le canon sans recul B-11 est un canon soviétique de 107 mm entré en service au sein de l'Armée rouge en 1954. 
Il fut souvent tracté par des camions 6x6 ZIL-157 ou des 4x4 UAZ, et fut conçu par la société KBM à Kolomna. 
Il était équipé d'une optique PBO-4 avec un zoom de 5,5 x pour le tir direct à vue et d'un zoom 2,5 x pour le tir indirect.

## Caractéristiques
- Servants: 5
- Calibre: 107 mm
- Poids: 305 kg
- Longueur: 3,56 m (en mode "voyage") [réf. nécessaire]
- Longueur du canon: 3,383 m
- Hauteur: 1,19 m (position de tir), 0,9 m (en mode "voyage").

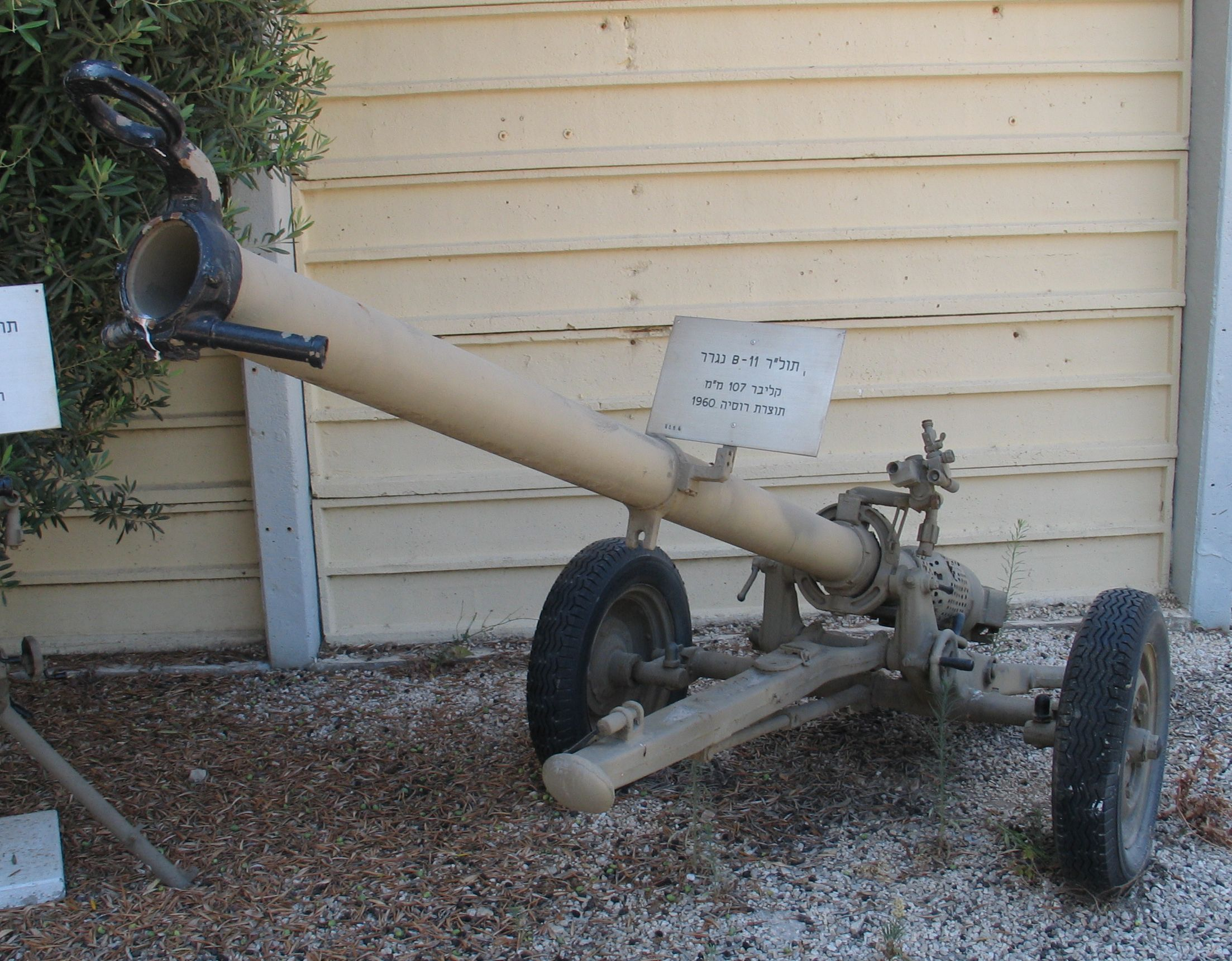
Autre vue du B-11

- Transversale: 35 degrés dans chaque direction
- Elévation: -10/+45
- Cadence: 5-6 coups par minute.
- Munition antipersonnel de 13,53 kg (375 m/s); antichar de 12,57 kg (400 m/s, pénétration de 290 mm de blindage à 0°).
- Portée maximum de tir : 1 200 mètres [1].

## Pays utilisateurs
Cette arme fut utilisée par les pays suivants: Bulgarie, Cambodge, Chine, Allemagne de l'Est, Égypte, Corée du Nord, Nord-Vietnam et Pologne.